# Suffocation
Suffocation (engelska för kvävning) är ett brutal death metal-band från Long Island, New York USA som bildades 1988. Bandet är även känt för genren technical death metal.

## Historia
Snabbt efter att ha bildats 1988, släppte Suffocation deras första demo, Reincremation. På bara några veckor av sin existens kom intresset hos många skivbolag som ville att just de skulle släppa bandets nästa album. Till slut blev det Relapse Records som släppte EPn Human Waste 1991. Effigy of the Forgotten, som släpptes 1991 av Roadrunner, tog rytmisk intensitet av hardcore-takter lades in i speed metal strukturer och överlappande off-tid kontrapunkter. Albumet tog gruppen till ett nytt plan, där multipel musikspråk enades i en frammanande, mullrande kör av death metal.
År 1998 lade grabbarna i Suffocation instrumenten på hyllan och bandet upplöstes på grund av inre konflikter i bandet. Det dröjde fyra år till de återförenades, nu med en ny bandsättning, Mike Smith (trummor), Terrance Hobbs (gitarr), Guy Marchais (gitarr), Frank Mullen (sång) och Derek Boyer (basgitarr).

## Medlemmar
Nuvarande medlemmar
- Terrence Hobbs – gitarr (ex-Criminal Element) (1990–1998, 2002– )
- Derek Boyer – basgitarr (ex-Criminal Element, ex-Decrepit Birth, Deprecated, ex-Dying Fetus, ex-Vital Remains) (2004– )
- Charlie Errigo – gitarr (2016– )
- Eric Morotti – trummor (2016– )
- Ricky Myers – sång (2019– )

Tidigare medlemmar
- Josh Barohn – basgitarr (ex-Autopsy, ex-Doomed, ex-The Henchmen, ex-Iron Lung) (1988–1991, 2002–2004)
- Frank Mullen – sång (1988–1998, 2002–2018)
- Guy Marchias – gitarr (ex-Internal Bleeding, ex-Pyrexia) (1998–1990, 2003–2016)
- Todd German – gitarr (1998–1990)
- Mike Smith – trummor (ex-Psychometryl) (1990–1994, 2002–2012)
- Doug Cerrito – gitarr (ex-Hate Eternal, ex-Welt) (1990–1998)
- Chris Richards – basgitarr (ex-Sorrow) (1991–1998)
- Doug Bohn – trummor (ex-Social Disease, ex-Iron Lung, ex-Autopsy, ex-Welt) (1994–1996)
- Dave Culross – trummor (ex-Malevolent Creation, ex-Disgorged, ex-Gorgasm, ex-Hateplow, ex-Incantation, ex-Malebolgia) (1996–1998, 2012–2014)
- Kevin Talley – trummor (2014–2016)
- Ricky Myers – sång (2015–2016)

Turnerande medlemmar
- Andres Montoya – sång
- Keith DeVito – sång (1995)
- Kevin Talley – trummor (1998, 2013–2014)
- Bill Robinson – sång (2012)
- John Gallagher – sång (2013)
- Ricky Myers – sång (2014–2015)

## Diskografi
Demo
- 1990 – Reincremated

Studioalbum
- 1991 – Effigy of the Forgotten
- 1993 – Breeding the Spawn
- 1995 – Pierced from Within
- 2004 – Souls to Deny
- 2006 – Suffocation
- 2009 – Blood Oath
- 2013 – Pinnacle of Bedlam
- 2017 – ...of the Dark Light

Livealbum
- 2005 – The Close of a Chapter[1]

EP
- 1991 – Human Waste
- 1998 – Despise the Sun

Singlar
- 2004 – "Surgery of Impalement"[2]
- 2017 – "Your Last Breaths"

Samlingsalbum
- 2008 – The Best of Suffocation

Annat
- 1994 – Live Death (delad album: Suffocation / Malevolent Creation / Exhorder / Cancer)